# KYOI
KYOI（全称Superrock KYOI）是位于北马里亚纳群岛的一个已停播的短波广播电台，主要播放摇滚乐和流行音乐。电台在1982年开播，1989年停播，发射地点位于塞班岛。主要针对中华人民共和国、苏联、日本、澳大利亚和新西兰等国广播。

## 历史
KYOI自1982年12月17日对外广播。当时所使用的频率为9670、11900、15190和15405kHz。在KYOI中，YOI在日语是“好”的意思。在1986年12月，基督科学箴言报辛迪加公司收购了这个电台，1987年后节目内容开始了彻底改变。在1989年停播，呼号改为了KHBI.。在1998年，这个电台的发射站出售给了自由亚洲电台。

## 硬件设施
该电台在塞班岛的发射站和播音室均位于同一地点，为占地190平方米的混凝土结构设计，可承受时速150英里的飓风和里氏地震规模为3级的地震。电台拥有450kW的柴油发电机和2500加仑的水过滤装置。发射天线拥有16对偶极子，340度方位角，高约52米。每日频率变换4次，24小时不间断播音，节目均采用智能化播放系统。

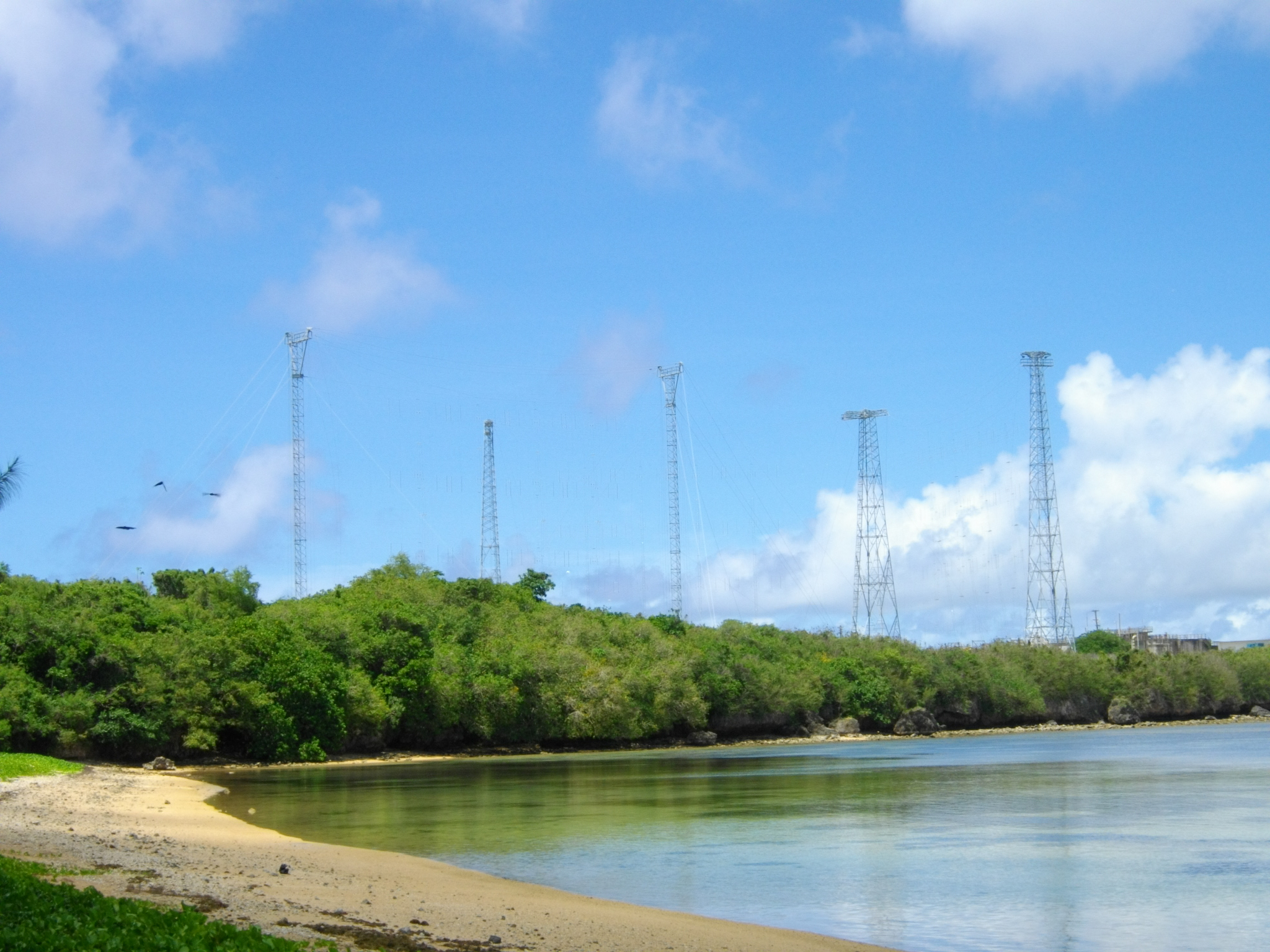
电台发射天线

## 收听情况
KYOI的主要受众是来自于日本的18-30岁的年龄段听众，经常会应听众要求播放日本流行音乐。其节目也受到了密克罗尼西亚大陆航空、精工和索尼的支持。此外经常收到数以万计的收听报告，也会借此吸引听众来塞班岛旅游。